# Антонівка (станція)
Анто́нівка — вузлова проміжна залізнична станція Рівненської дирекції залізничних перевезень Львівської залізниці на перетині ліній Сарни — Ковель та Антонівка — Зарічне між колійним постом Мала Язвинка (18 км) та станцією Рафалівка (23 км). Розташована в селі Антонівка Вараського району Рівненської області
Від станції бере початок 106-км вузькоколійна залізниця Антонівка — Зарічне, платформа розташована відразу за будівлею вокзалу. Неподалік розташована перевантажувальна станція, куди підведені колії шириною 750 мм та 1524 мм.
Поблизу станції розташоване депо вузькоколійної залізниці.

## Історія
Станція відкрита у  1902 році під такою ж назвою, при будівництві залізниці Київ — Ковель.
У 2018 році «Укрзалізниця» вийшла з пропозицією закрити станцію Антонівка через невеликий обсяг робіт — кількість відвантажених вагонів не покриває затрати на обслуговування станції.

## Пасажирське сполучення
На станції зупиняються приміські поїзди Ковель — Сарни та поїзди далекого сполучення Львів;— Київ — Бахмут.
З 18 березня 2020 року, через карантинні заходи щодо попередження розповсюдження  COVID-19, припинено на невизначений термін курсування поїздів вузькоколійною лінією Антонівка — Зарічне. На початку 2021 року стало відомо, що «Укрзалізниця» планує закрити вузькоколійну залізницю Антонівка — Зарічне.